# 日本汽車博物館
日本汽車博物館（日语：日本自動車博物館）是一座位於日本石川縣小松市的一座博物館。於1978年11月2日揭幕。

## 沿革
1978年11月2日，位於富山縣小矢部市的水泥銷售公司「石黑產業」的社長前田彰三基於其個人的汽車收藏品，因而利用公司的舊社建築成立了汽車博物館。最初的建築位於國道8號旁，由於道路擴建而被迫遷移，於1995年6月搬遷至現今的位置，坐落於石川縣加賀溫泉鄉附近，並持續對館舍內展示品進行擴充，2003年，前田與「速霸陸360」的主任設計師百瀨晉六、第一代丰田卡罗拉的開發主管長谷川龍雄一同被列入「日本汽車名人堂」。
現在的館舍是一座紅磚造風格的三層建築，總樓面面積為11,550平方米。館內展示了按製造商、種類等分類的展品，還設有餐廳和博物馆商店。此外，館內還設有「世界的馬桶」展覽，包括來自美國、歐洲、亞洲等地區的各國馬桶。這些馬桶於1995年搬遷時安裝並分佈在一樓至三樓的各層，同時也能實際使用。截至2018年，該博物館共展示500輛名車，以及來自15個國家，總數達56個的馬桶。

## 收藏
博物館共收藏了共500輛從1901年到平成初期製作的汽車，其中大多數車輛都以能夠啟動引擎的狀態保存。展品不僅包括知名的高級車和運動車，還包括在日本只能在這個博物館看到的極為稀有的外國車（包括蘇聯製造的「利哈乔夫汽车厂」和1980年代以前中國製造的红旗轿车等共產國家的汽車），以及通常不被積極保存的日本製商用車。這是因為創辦人前田重視商用車的收藏，同時也與中華人民共和國的高層保持著聯繫。由於博物館中的許多車輛都可實際運行，在繁忙時期，還會在停車場進行經典汽車的試乘等活動。經常被特定車型的汽車愛好者用作會議和活動的場所。
由於收藏車輛數量極多，雖然博物館正在努力確保樓面面積，但展示車輛仍然密集擁擠，因此個別展品難以多角度觀察。每輛車上裝有像車牌一樣顯示生產國和製造年份的標牌，但有些存在錯誤，以下是其中一部分收藏車輛：
- 豐田2000GT
- 勞斯萊斯·銀色之濤（日语：ロールス・ロイス・シルヴァースパー）：原為日本駐英國大使館的公務車，也曾是戴安娜王妃來日時所使用的座駕。
- 豐田ABR Phaeton（英语：Toyota_AA）：1938年製
- 九四式六輪自動貨車（日语：九四式六輪自動貨車）（太平洋戰爭前的日本陸軍用大型卡車，該館收藏的車輛經過戰後改造，但仍是唯一現存的例子）
- 九五式小型乘用車（日本首款量產四輪驅動車，包括本車在內僅存幾輛）
- JAC New Era號（1930年型）：1930至1950年代著名的日本自動三輪「日本内燃機（日语：Kurogane）」的前身，是使用鏈條驅動的極早期存世車輛。
- 奧斯汀A135：奧斯汀汽車在二戰後推出的最高級轎車，曾是英國皇室的御用車，博物館所收藏的車輛曾是前大韓民國駐日大使館的公務車。
- Giotto・Caspita（英语：Jiotto_Caspita）（1號車）
- Toyopet・Super（日语：トヨペット・スーパー） RHK型（豐田皇冠之前推出的計程車需求車）
- Zagato Stelvio（日语：オーテック・ザガートステルビオ）：Zagato（日语：ザガート）基於日產Leopard（日语：日産・レパード）設計的小批量生產車，其特點是內置側面鏡的前翼。
- 日產Skyline
- 心跳太陽車
- 梅賽德斯-平治300_SL
- Flying Feather（日语：住江製作所・フライングフェザー）
- 富士Fujicabin

此外，博物館還展示了創辦人前田彰三生前擁有並駕駛的車輛，如Rover P5和Renault Saffran。

### 明治紀念館
在富山縣西礪波郡水島村（現今小矢部市），一座於明治中期被用作水島村役場等用途的西洋館，已被遷移至日本汽車博物館的敷地成為該區域的「明治紀念館」。館內除了公開日外，在其他時間不對外開放。

## 外部連結
- 日本汽車博物館 （页面存档备份，存于）（官方網站）
- 日本汽車博物館 （页面存档备份，存于） - 石黑產業
- 日本自動車博物館的X（前Twitter）
- 日本自動車博物館的Instagram帳戶
- 日本汽車博物館的Facebook專頁
- YouTube上的日本汽車博物館頻道
- 日本汽車博物館 的pinterest